# 15 thermidor
15 messidor 15 fructidor
Le quintidi 15 thermidor, officiellement dénommé jour de la brebis, est le 315e jour de l'année du calendrier républicain.
C'était généralement le 2e jour du mois d'août dans le calendrier grégorien.